# Superhits der Shōwa-Ära
Superhits der Shōwa-Ära (Originaltitel: 昭和歌謡大全集 Shōwa-kayō dai-zenshū)  ist ein Roman von Ryū Murakami. Er erschien erstmals 1994. Die deutschsprachige Übersetzung erschien 2024.

## Inhalt
Die sechs jungen Männer Ishihara, Katō, Sugiyama, Yano, Sugioka und Nobue treffen sich regelmäßig zum Karaoke-Singen. Es gibt auch eine ebenfalls sechsköpfige Frauengruppe, deren Mitglieder alle Midori heißen. Beide geraten miteinander in Konflikt als Sugioka ein Mitglied der Frauengruppe umbringt. Die Midori-Gruppe kann Sugioka als Täter eruieren und rächt sich in der Folge an ihm, als dieser an eine Hauswand uriniert. Von da an eskaliert die Gewaltspirale bis die meisten Personen durch gegenseitige Attentate getötet werden. Die Überlebenden der Männergruppe, Nobue und Ishihara, meinen am Schluss des Romans, dass es eine ganze Weile dauern wird, bis ihr Sprengstoffanschlag aufgeklärt werden würde. Bis dahin würden sie weiter Karaoke singen.

## Kritik
„In seinem satirischen Roman Superhits der Shōwa-Ära, der sowohl verfilmt als auch fürs Theater adaptiert wurde, karikiert Ryū Murakami schonungslos die Kultur der Moderne sowie den Geschlechter- und Generationenkonflikt in der japanischen Gesellschaft. Dabei zeigt er auf unheimlich mitreißende und komische Weise, wie aus einer vermeintlich unbedeutenden Feindschaft eine Gewaltorgie apokalyptischen Ausmaßes werden kann.“

## Verfilmung
Im Jahre 2002 verfilmte Ryū Murakami den Roman unter demselben Titel.

## Ausgaben
Ryū Murakami: Superhits der Shōwa-Ära. Aus dem Japanischen von Jan Manus Leupert. Septime Verlag, Wien 2024, ISBN 978-3-99120-034-5